# Bal de campagne
Série Mickey Mouse
Steamboat Willie
(1928) L'Opéra
(1929)
Pour plus de détails, voir Fiche technique et Distribution.
Bal de campagne (titre original : The Barn Dance) est un court-métrage d'animation américain des studios Disney avec Mickey Mouse, réalisé par Walt Disney , sorti en 1929.
Sorti le 14 mars 1929 Bal de campagne est le premier des douze courts métrages de Mickey Mouse sortis durant l'année 1929. Il a été dirigé par Walt Disney et animé par Ub Iwerks.

## Synopsis
Lors d'une fête, à l'occasion de la « traditionnelle » danse devant la grange, Minnie Mouse est approchée par deux prétendants : Mickey Mouse et Pat Hibulaire. Leurs deux véhicules sont vus à proximité de la maison de la souris afin de l'emmener danser. Mickey prépare son charriot tandis que Pat fait démarrer sa voiture toute neuve.
Minnie choisit de monter avec Pat afin de rendre à la fête. Mais la voiture s'écrase contre un arbre et Minnie, pour éviter d'être en retard, grimpe avec Mickey qui attendait. Elle accepte alors l'invitation de Mickey. 
Mickey et Minnie dansent ensemble mais Mickey est un piètre danseur et n'arrête pas d'écraser les pieds de sa partenaire. Minnie refuse donc de poursuivre la soirée par une seconde danse avec lui. Elle accepte la proposition de Pat. Ce dernier se révèle être un bien meilleur partenaire de danse.
Mickey essaye de résoudre son problème en plaçant un ballon gonflé à l'hélium dans son short. Cela lui permet apparemment d'avoir le « pied léger » et de proposer à Minnie une autre danse. Elle accepte et est surprise par les nouvelles aptitudes pour la danse de Mickey. Pat découvre alors le subterfuge de Mickey et le fait remarquer à Minnie. Elle est dégoutée par les moyens utilisés par Mickey et en conséquence l'abandonne pour retourner danser avec Pat. Dans la scène finale, Mickey est réduit à pleurer sur le bord de la piste de danse.

## Fiche technique
- Titre : The Barn Dance
- Série : Mickey Mouse
- Réalisateur : Walt Disney
- Animateur : Ub Iwerks, Les Clark
- Musique : Carl W. Stalling
- Voix : Walt Disney (Mickey), Marcellite Garner (Minnie)
- Producteur : Walt Disney, John Sutherland
- Société de production : Disney Brothers Studios
- Sociétés de distribution :  Première sortie : Celebrity Productions | Ressortie : Columbia Pictures
- Pays de production:  États-Unis
- Langue : Anglais américain
- Format : Noir et blanc — 35 mm — 1,33:1 — Son : Mono (Cinephone)
- Durée : 7 minutes
- Dates de sortie :
  - États-Unis : 14 mars 1929

Sauf mention contraire, les informations proviennent des sources concordantes suivantes : IMDb

## Distribution
- Walt Disney : Mickey Mouse (voix)
- Marcellite Garner : Minnie (voix)

## À noter
- Ce court métrage est remarquable pour la façon extraordinaire dont il traite Mickey. Le film se déroule dans un bal populaire rural avec des sous-entendus de mélodrame victorien[2]. Le héros rural et la brute urbaine s’affrontent les faveurs de Minnie dans une compétition de danse[2]. Mickey est éconduit par Minnie au profit de Pat Hibulaire. Ce dernier est, en sa faveur, présenté dans ce film comme un gentleman maniéré et non comme un méchant menaçant. Mickey est en plus présenté non pas en héros mais en un simple jeune prétendant malchanceux. Dans sa tristesse et son chagrin d'amoureux éconduit, il apparaît inhabituellement émotif et vulnérable. Certains critiques ont vu simplement dans ce film un moyen supplémentaire d'ajouter un peu plus à l'empathie du public envers le personnage.
- En commençant par Steamboat Willie, puis avec Champ de bataille en 1929 jusqu'à Le Fermier musicien et Olympiques rustiques en 1932, une grande proportion des premiers courts métrages de Disney comporte un lien fort avec le monde rural et tire leur humour d'une juxtaposition comique de stéréotypes urbains et ruraux[2]. Pour Steven Watts, Bal de campagne est l'un des deux films qui illustre la notion de mélange culturel dans les premières œuvres de Disney, avec Le Fou de jazz[2]. Bal de campagne est l'un des cinq premiers courts métrages de Mickey Mouse animés, tous presque totalement animés par Ub Iwerks seul[3].